# NGC 2641
NGC 2641 ist eine Linsenförmige Galaxie vom Hubble-Typ S0 im Sternbild Großer Bär am Nordsternhimmel. Sie ist schätzungsweise 145 Millionen Lichtjahre von der Milchstraße entfernt und hat einen Durchmesser von etwa 55.000 Lichtjahren.
Im selben Himmelsareal befinden sich u. a. die Galaxien NGC 2629, NGC 2636, NGC 2646, IC 2389.
Das Objekt wurde am 30. September 1802 von dem deutsch-britischen Astronomen Wilhelm Herschel mit einem 48-cm-Teleskop entdeckt.